# El Nispero
El Nispero est une municipalité du Honduras, située dans le département de Santa Bárbara. La municipalité comprend 9 villages et 27 hameaux. Elle est fondée en 1917.

## Source de la traduction
- (en) Cet article est partiellement ou en totalité issu de l’article de Wikipédia en anglais intitulé « El Nispero » (voir la liste des auteurs).